# Елафос
Елафос (грч. Έλαφος) је насељено место у општини Катерини у периферији Средишња Македонија, Грчка. Према попису из 2021. године било је 395 становника.
Елафос је некада било колибарско насеље. После Грчког грађанског рата ту је подигнуто ново насеље за мештане села Елафина. На попису из 1951. године Елафос је имао 390 становника. Село се раније звало Каливија Елафинис.